# Lea Vicens
Lea Vicens (Nimes, Francia 22 de febrero de 1985) es una rejoneadora francesa, licenciada en Biología por la Universidad de Montepellier, que desde muy joven sintió una gran afición por el toro y el caballo, pese a que en su familia no había ningún antecedente taurino.
A la edad de cuatro años, sus padres le regalaron un pony, de nombre “Ourasi”, con el que comenzó a montar, mientras que su afición taurina le viene de ver corridas en su ciudad natal acompañando a su padre. Más adelante, mientras estaba estudiando, se buscó un trabajo de acomodadora en la plaza de Nimes para ganarse un dinero, hasta que, gracias a sus habilidades a caballo, se convirtió en alguacil. 

## Comienzos
Sus primeros pasos en el mundo del rejoneo los dio Lea Vicens de la mano de Ángel Peralta, quien viendo su talento y posibilidades la invitó en 2006 a formar parte de su equipo de domadores en su finca de La Puebla del Río (Sevilla), provincia donde reside actualmente.

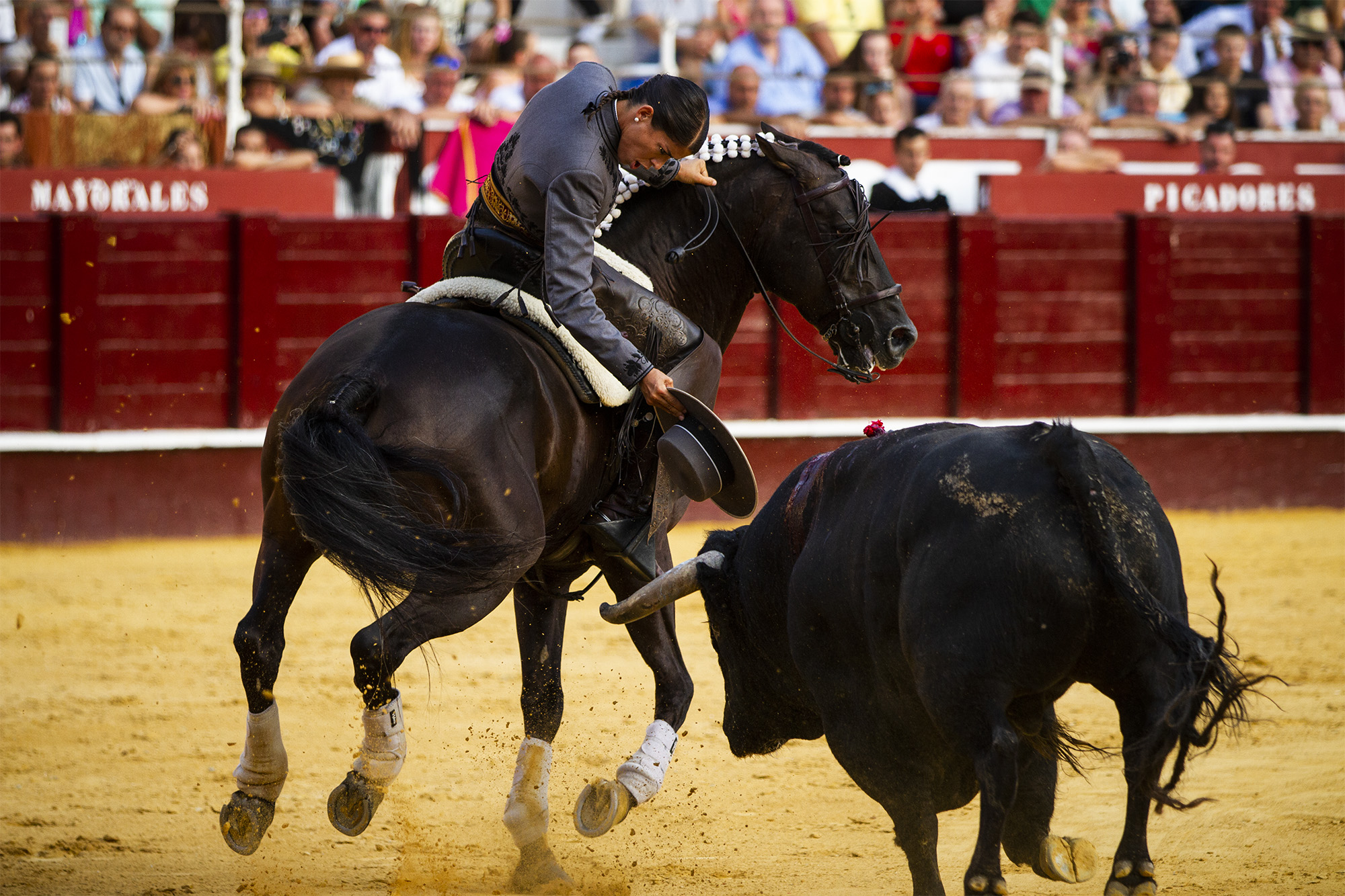
Lea Vicens ajustándose con un toro

Cuatro años después, y tras días enteros de trabajo, se compró su primer potro, de nombre “Gacela”, hoy figura indiscutible de su cuadra, y fue domando sus propios caballos a la vez que refinaba su toreo y su personalidad en el arte de Marialva.

## Trayectoria
Desde que comenzó a rejonear a nivel profesional en el año 2011, Lea Vicens no ha dejado de subir peldaños hasta convertirse en líder del escalafón (por primera vez en 2017 con 41 festejos) y la mujer torera más importante de los últimos años.
Tomó la alternativa el 15 de septiembre de 2013 en la Arena de Nimes de la mano de Ángel Peralta, quien a los 88 años volvió a los ruedos por un día para ser el padrino de la ceremonia.

## Estadísticas
- 2014: 27 festejos, 44 orejas y 1 rabo.
- 2015: 26 festejos, 47 orejas y 1 rabo.
- 2016: 36 festejos, 57 orejas.
- 2017: 41 festejos, 67 orejas y 2 rabos.
- 2018: 46 corridas, 77 orejas y 3 rabos.